# Jonathan Newhouse

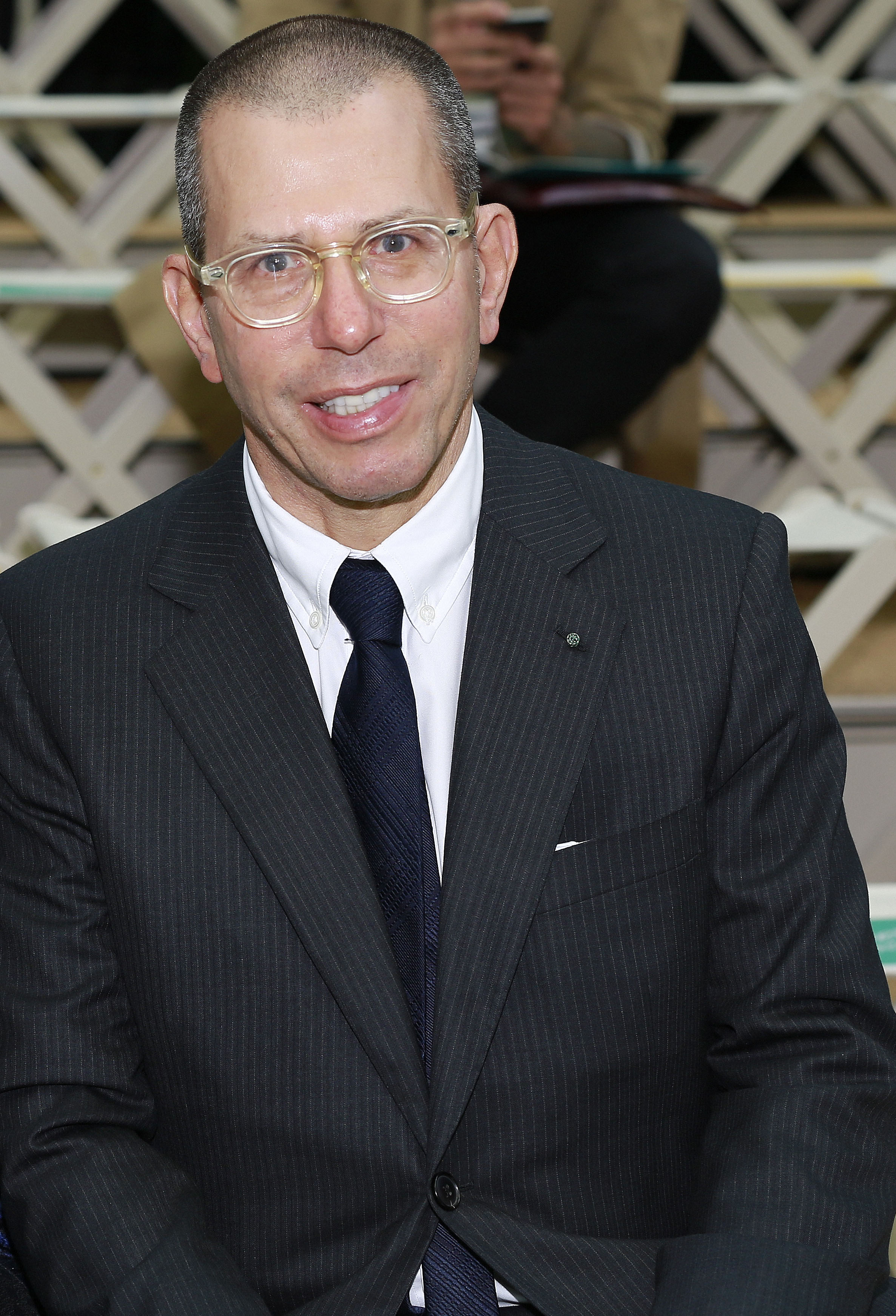
Jonathan Newhouse (2014)

Jonathan Newhouse (* 1953 in New York City) ist ein US-amerikanischer Journalist und Medienmanager.

## Werdegang
Newhouse studierte zwischen 1970 und 1972 an der Yale University. Anschließend arbeitete er zunächst als Zeitungsreporter für Advance Publications, ehe er dort zum Herausgeber aufstieg. In den 1980er Jahren übernahm er Managementaufgaben zuerst bei The New Yorker und nach dem Kauf des Magazins 1988 bei Details. 1990 übernahm er als Chef von Condé Nast International, dem außeramerikanischen Geschäftszweigs des zu Advance Publications gehörenden Medienkonzerns Condé Nast, und zog hierfür 1994 nach London. In der Folge expandierte das Medienunternehmen in Europa und Asien unter anderem mit nationalen und regionalen Ablegern der renommierten Zeitschriftentitel Vogue, Vanity Fair, GQ – Gentlemen’s Quarterly und Glamour.
2018 wurden bei Condé Nast das internationale und das US-Geschäft zusammengelegt. Dabei übernahm Roger Lynch die CEO-Rolle, Newhouse stieg zum Präsidenten des Verwaltungsrats auf.
Newhouse ist verheiratet mit Ronnie Cooke Newhouse, die für die SoHo News sowie als Mitbegründerin bei Details tätig war und später eine eigene Agentur gründete.